# Vemac RD320R
Vemac RD320R (яп. ヴィーマック・RD320R, хепбёрн: Vuīmakku RD320R) — гоночный автомобиль, производившийся англо-японской компанией Vemac Car Company.

## Описание
Vemac RD320R впервые был представлен в 2002 году команде R&D Sport на гонке Fuji 500 км. Автомобиль заменил одну из немецких моделей Porsche 911 GT3. В общей сложности, автомобиль одержал 3 победы, хотя он проиграл чемпионат Toyota MR-S из Autobacs Racing Team Aguri из-за различных корректировок баланса производительности. Другие команды, в частности Team Mach, Team LeyJun и Direxiv Motorsports, небольшая команда с амбициями Формулы-1, также конкурировали с RD320R. В 2009 году RD320R от Team Mach был оснащён двигателем от Porsche 911 GT3, до этого в автомобиле применялся двигатель от Honda NSX.
Последняя гонка для RD320R — Motegi GT (2011 год). Автомобиль управлялся командой Mach. Ожидалось, что на смену Vemac RD320R придёт итальянская модель Ferrari 458 Italia GT3. Бывший автомобиль Avanzza Rosso, номер шасси SVCRD320R03H0005, был ввезён в США в 2018 году и в был реставрирован частным коллекционером.

## Технические характеристики
Изначально Vemac RD320R был оснащён двигателем C32B V6 объёмом 3424 см3, а в 2009 году автомобиль был оснащён двигателем Porsche M96/77 F6 объёмом 3598 см3. Мощность составляла 380 л. с. при 7500 об/мин, а крутящий момент — 402 Н⋅м при 6500 об/мин.

## Модификации
- RD320 — родстер на базе Vemac RD320R. Номерной знак — EX02 OME[3].